# Georg-Hans Reinhardt
Georg-Hans Reinhardt (Bautzen, 1 de Março de 1887 - Tegernsee, 23 de Novembro de 1963) foi um general da Alemanha Nazista durante a Segunda Guerra Mundial, tendo comandado algumas unidades Panzer.

## Biografia
Era um oficial cadete em 1907 e após se tornou Leutnant na infantaria no ano seguinte. Participou da Primeira Guerra Mundial e continuou servindo no agora Reichswehr após o termino da guerra.
Foi promovido para Oberst em 1 de Fevereiro de 1934 e Generalmajor em 1 de Abril de 1937 se tornando comandante da 4. Pz.Div. no início da Segunda Guerra Mundial.
Promovido para Generalleutnant em 1 de Outubro de 1939, General der Panzertruppe em 1 de Junho de 1940 e Generaloberst em 1 de Janeiro de 1942. Durante este período ele assumiu o comando do XXXXI Corpo de Exército (15 de Fevereiro de 1940) e após o Pz.Gr. 3, que se tornou 3. Pz.Armee (5 de Outubro de 1941).
Em 16 de Agosto de 1944, foi colocado no comando do Grupo de Exércitos Centro (em alemão: Heeresgruppe Mitte).
Foi feito prisioneiro pelos Americanos, sendo sentenciado a 15 anos de prisão. Foi libertado em 1952, vindo a falecer em Tegernsee em 23 de Novembro de 1963.

## Condecorações
Foi condecorado com a Cruz de Cavaleiro da Cruz de Ferro (27 de Outubro de 1939), com Folhas de Carvalho (17 de Fevereiro de 1942, n° 73) e Espadas (26 de Maio de 1944, n" 68).